# Hillsboro (Texas)
Hillsboro è una località degli Stati Uniti d'America, capoluogo della contea di Hill, nello Stato del Texas.